# Atmosphärisches Fenster

Transmissionsverhalten der Atmosphäre für elektromagnetische Strahlung in Abhängigkeit der Wellenlänge. Der gelbe Bereich heißt atmosphärisches Fenster. In diesem Bereich ist die Atmosphäre für IR-Strahlung durchlässig.

Die atmosphärischen Fenster bzw. atmosphärischen Absorptionsbanden für den gesamten elektromagnetischen Strahlungsbereich von Gammastrahlung bis zur Langwelle.

Als atmosphärisches Fenster wird in der Meteorologie und Fernerkundung ein Wellenlängenintervall des elektromagnetischen Strahlungsspektrums (z. B. sichtbares Licht) bezeichnet, für welches die Atmosphäre der Erde weitgehend durchlässig (transparent) ist.
Das Gasgemisch der Atmosphäre, die Luft, enthält verschiedene Gase (Ozon, Kohlendioxid, Wasserdampf usw.), die elektromagnetische Strahlung abhängig von deren Wellenlänge absorbieren oder streuen. Das hat Auswirkungen auf den Energiehaushalt und infolgedessen die Temperaturen auf der Erde, durch Abschirmung gefährlicher Strahlendosen für das Leben auf der Erde und auf die Beobachtbarkeit von Quellen elektromagnetischer Wellen außerhalb der Atmosphäre.

## Energiehaushalt und Treibhauseffekt
Die Sonne führt durch ihr Licht aller abgestrahlten Wellenlängen der Erde eine große Wärmeleistung zu. Die Erde wiederum strahlt als schwarzer Körper elektromagnetische Wellen längerer Wellenlänge wieder ab. Nur ein Teil der Wärmestrahlung der Erde im IR-Bereich kann nach außen dringen, der Rest wird zurückgestreut. Durch diesen Treibhauseffekt liegt die Durchschnittstemperatur an der Erdoberfläche höher als ohne Atmosphäre, die Temperaturdifferenz ist von der Dichte und Zusammensetzung der Atmosphäre abhängig. Der wichtigste Wellenlängenbereich ist im nebenstehenden Bild gelb eingezeichnet, weil die etwa 300 K warme Erde hier besonders stark strahlt.

## Absorption der UV-Strahlung in der Ozonschicht
Das Ozon der stratosphärischen Ozonschicht absorbiert die kurzwellige UV-Strahlung des Wellenlängenbereichs unterhalb von 300 nm praktisch vollständig, so dass diese energiereiche UV-Strahlung nicht zur Erdoberfläche durchdringen kann. Dies ist für das Leben auf der Erde von großer Bedeutung, da die so genannte harte UV-Strahlung krebserregend und mutagen auf Organismen wirkt. Eine zu hohe Krebsrate ist für das Überleben höherer Tierarten unmittelbar fatal, eine zu hohe Mutationsrate gefährdet alle Lebensformen. Um diese Risiken zu vermeiden, setzen die von der Ausdünnung der Ozonschicht (siehe auch: Ozonloch) besonders betroffenen Australier ihre Haut nicht der direkten Sonneneinstrahlung aus.
Da das Ozon die UV-Strahlung zwischen 200 und 300 nm vollständig absorbiert, stellt dieser Wellenlängenbereich kein atmosphärisches Fenster dar, sondern eine Absorptionsbande, das Gegenstück zum atmosphärischen Fenster.

## Atmosphärische Fenster

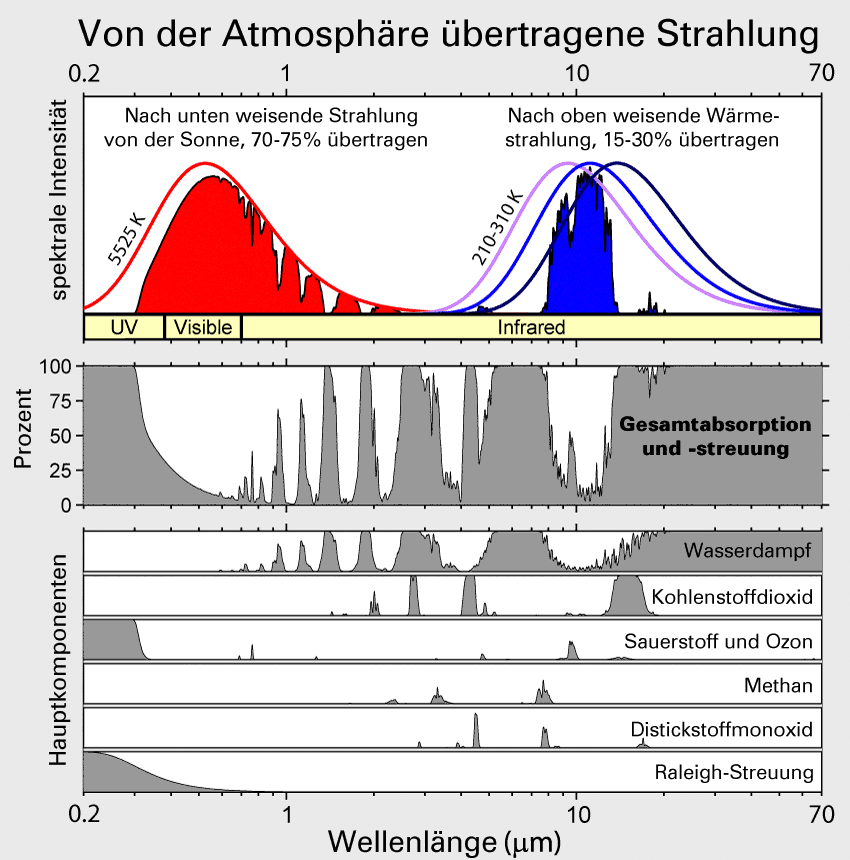
Die Intensitätsverteilung der von der Sonne kommenden Strahlung unterscheidet sich von der Infrarotstrahlung, wie sie von der Erde abgestrahlt wird (für drei Temperaturen der Erde eingezeichnet). Darunter ist dargestellt, welche Teile der Atmosphäre welchen spektralen Bereich herausfiltern.

Wellenlängenintervalle, die von den atmosphärischen Gasen nicht oder kaum absorbiert und gestreut werden, bezeichnet man als atmosphärische Fenster.

### Optisches Fenster
Die Atmosphäre ist für den Bereich des sichtbaren Lichtes sowie der nahen Infrarotstrahlung nahezu durchsichtig. Dies ermöglicht, dass Sonnenstrahlung dieses Wellenlängenbereiches in großen Mengen die Erdoberfläche erreicht. Diese Wellenlängen werden von der 5800 K heißen Sonne besonders intensiv abgestrahlt. Ohne dieses atmosphärische Fenster wäre kein auf Photosynthese basierendes Leben – so wie wir es kennen – auf der Erde möglich, da kein Licht die Erdoberfläche erreichen würde, wenn in diesem Wellenlängenintervall die Strahlung von den Molekülen der Atmosphärengase stark absorbiert und gestreut werden würde.
Weitere, für die Photosynthese weniger bedeutsame atmosphärische Fenster befinden sich in den ungefähren Wellenlängenbereichen von 750 bis 850 nm, von 950 bis 1100 nm, von 1200 bis 1300 nm, von 1500 bis 1700 nm und von 2100 bis 2400 nm.

### Astronomische Fenster
Während das optische Fenster der beobachtenden Astronomie die Beobachtung astronomischer Objekte vom Erdboden aus im Bereich des sichtbaren Lichts und nahen Infraroten ermöglicht, erlaubt das Radiofenster dasselbe mit Methoden der Radioastronomie im Frequenzbereich von 15 MHz bis zur Größenordnung von 100 GHz, was Wellenlängen von 20 Meter bis hinab zu wenigen Millimetern entspricht.